# 3982 Кастель
3982 Кастель (3982 Kastelʹ) — астероїд головного поясу, відкритий 2 травня 1984 року.
Тіссеранів параметр щодо Юпітера — 3,584.